# 鲁桓公
魯桓公（约前731年10月7日—前694年4月14日），姬姓，名允，一名軌，魯惠公之子，魯隱公之弟。魯國第十五代國君，在位十八年。

## 簡介

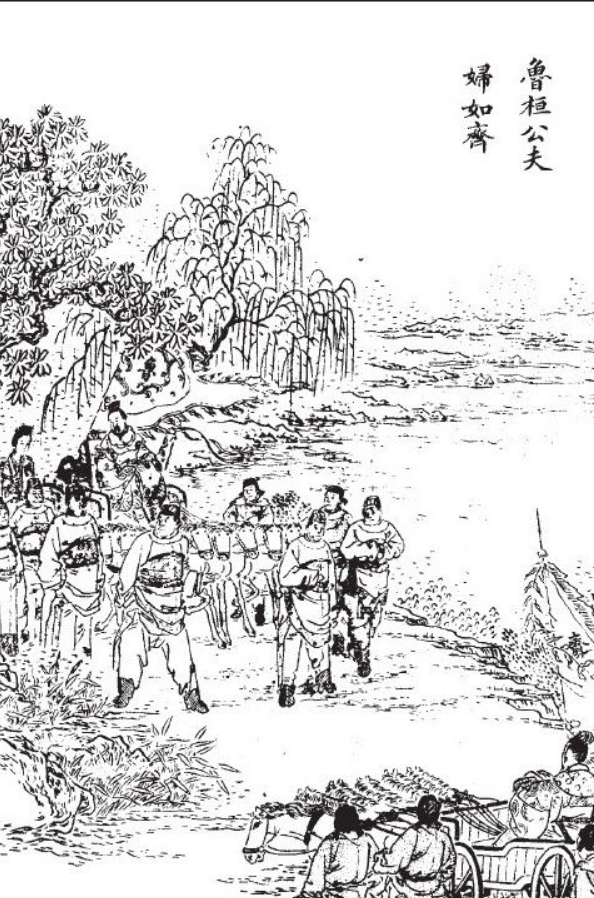
小说《东周列国志》插画：鲁桓公夫妇如齐

公子允是魯惠公正室夫人仲子所生，所以被立為世子。父亲魯惠公在前723年逝世，公子允尚且年幼，由庶兄息姑即位，是為魯隱公。
大臣羽父勸隱公殺死公子允，隱公善良，不願意，羽父怕公子允得知之後會報復自己，所以聯合公子允殺了隱公。公子允前711年即位，是為魯桓公。
魯桓公前694年死于齊国，在位18年。在位期間的卿為羽父、柔。
據《左傳》記載，魯桓公带着夫人文姜訪問齊国，文姜与兄长齊襄公通奸。之後魯桓公加以指責。同年夏四月，齊襄公派公子彭生駕駛魯桓公的馬車，魯桓公被搚幹而死。時人猜測齊襄公命彭生在車上殺了魯桓公，以便与文姜通姦。在魯国的壓力下，齊襄公殺了彭生。
鲁桓公之前，鲁隐公等九位鲁国国君主均安葬于曲阜城东的防山之麓，即防山墓群。鲁桓公十年（前702年），鲁桓公曾到达阚城，告诉左右死后安葬于此。他逝世时，即按他的愿望安葬于此。日后，其子魯莊公亦安葬于此，所在即鲁九公墓。又因陵墓以鲁桓公、鲁庄公父子居上，称桓庄陵:89，在今济宁市境内。
魯桓公嫡長子為魯莊公，繼承國君之位。另有三子，庶長子孟慶父、次子叔牙、嫡次子季友，都被封為卿大夫，後代皆在魯國掌權，三人因皆出自魯桓公，被稱為三桓。

## 家庭

### 父母
- 魯惠公
- 仲子

### 兄弟姐妹
- 魯隱公
- 施父
- 紀伯姬
- 紀叔姬

### 夫人
- 文姜，生魯莊公、季友[6]。

### 子女
| 通稱   | 姓 | 氏   | 名   | 字 | 諡 | 封地 |
| ------ | -- | ---- | ---- | -- | -- | ---- |
| 魯莊公 | 姬 |      | 同   |    | 莊 | 魯國 |
| 孟慶父 | 姬 | 孟孫 | 慶父 |    | 共 |      |
| 叔牙   | 姬 | 叔孫 | 牙   |    | 僖 |      |
| 季友   | 姬 | 季孫 | 友   |    | 成 |      |

另有鲁姬子，秦宪公之妾，生秦武公，秦德公 ，为鲁桓公之女。

## 影视形象
- 1996年上映的电视剧《東周列國春秋篇》中，鲁桓公由周啓勳飾演。